# Tiffany Million
Tiffany Million, pseudonimo di Sandra Lee Schwab (Richmond, 6 aprile 1966), è un'ex attrice pornografica statunitense.

## Biografia
Alla fine degli anni '80 intraprese la carriera di wrestler e divenne membro del Gorgeous Ladies of Wrestling (G.L.O.W.) con nome di "Tiffany Mellon".  Lasciò il G.L.O.W. nel 1989.
Nel 1992 fece il suo esordio nel settore dell'industria cinematografica per adulti, facendo la sua prima apparizione nel film Twister. Fondò anche una società di produzione la Immaculate Video Conceptions, e diresse diversi film. Nel 1994 fu una delle prime attrici del cinema a luci rosse ritratte bella serie a fumetti Carnal Comics. Dopo aver ricevuto una cospicua eredità, terminò l'attività da attrice.
Nel 2007 è stata oggetto del programma Wife, Mom, Bounty Hunter andato in onda su WE: Women's Entertainment per una stagione. Nel 2012 è apparsa nel film documentario After Porn Ends.

## Riconoscimenti
AVN Award
- 1994 – Best Group Sex Scene - Film per New Wave Hookers 3 con Francesca Lé, Lacy Rose, Crystal Wilder, Rocco Siffredi e Jon Dough[6]
- 1995 - Best Supporting Actress - Film per Sex[7]
- 2025 - Hall of Fame - Video Branch[8]

XRCO Award
- 1993 - Best Couples Sex Scene per Face Dance 2 con Rocco Siffredi[9]
- 1995 – Best Actress, Single Performance per Sex[10]